# سوغات

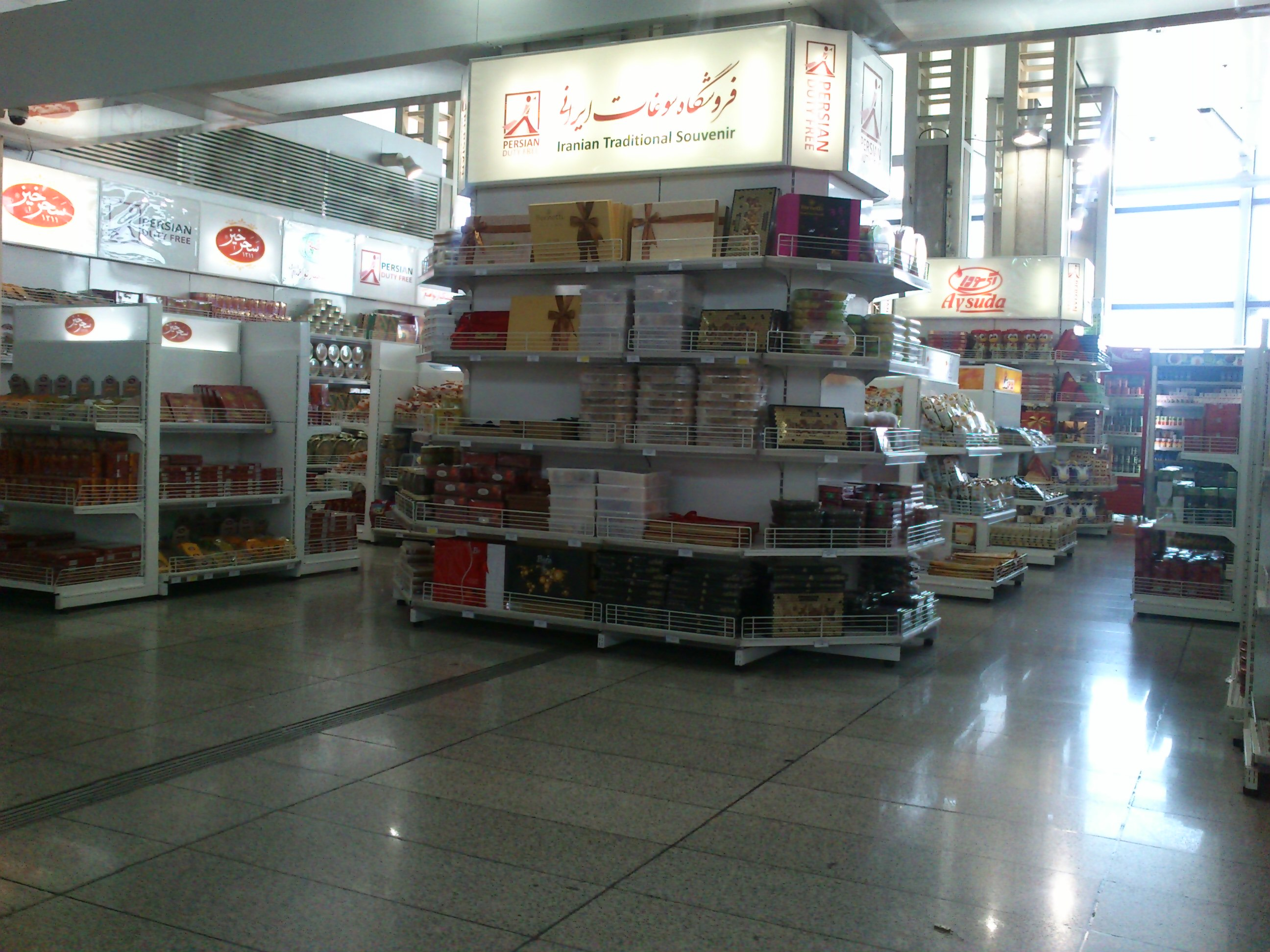
یک فروشگاه فروش سوغات ایران (زعفران، شیرینی‌جات ایرانی و…) در سالن ترانزیت فرودگاه امام خمینی

سوغات یا ره‌آورد کالایی است که مسافران و گردشگران از یک شهر، روستا یا منطقه‌ می‌خرند تا پس از بازگشت از سفر به بستگان، دوستان یا آشنایان هدیه دهند. ره‌آوردها معمولاً جزء صنایع دستی، محصولات صنعتی و مواد غذایی ساخته شده در نواحی جغرافیایی هستند. 

## واژه‌شناسی و ادبیات
سوغات وام‌واژه‌ای ترکی است به معنای تحفه.

### سوغات
سعدی شاعر قرن هفتم قمری سروده‌است:
گر نسیم سحر از زلف تو بویی آرد
جان فشانیم به سوغات نسیم تو نه سیم.

### ره‌آورد
ره‌آورد به معنای سوغات، ارمغان و هر چیزی که چون شخصی از جایی بیاید برای کسی بیاورد اگر چه حتی چند بیت از نظم و نثر باشد. ره‌آورد کنایه از چیزی است که چون کسی از جایی بیاید به طریق تحفه آورد و سوغات نیز گویند. راه آورد را با نام‌های عراضه، سوغات، سوغاتی، سوغاتی، لهنه، ارمغان و هدیه نیز می‌شناسند.
مولوی در این باره سروده‌است:
چون سفر کردم مرا راه آزمود
زین سفر کردن ره آوردم چه بود.

## ره آورد شهرهای ایران
- شهر شیراز: عرقیات، آبلیمو، مسقطی، نان یوخه و خاتم و معرق و فرش و صنایع دستی و فالوده و بستنی و گلیم و گبه و انگور و..
- شهر تبریز: نوقا، قرابیه، اریس، باسلوق، پشمک، خشکبار، آجیل، فرش، صنایع دستی و ….
- شهر اصفهان: گز و صنایع دستی، پولکی
- شهر کرمان: زیره، پته، خرمای مضافتی، حنا، قالی، قاووت، پسته، کلمپه، ظروف مسی و قطاب
- شهر بندرعباس: خرمای پیارم، ماهی و میگو، صنایع دستی و حصیری
- شهر زابل: (سیستان): کلوچه‌های محلی، آچار (نوعی ادویه)، فلفل سیاه
- شهر قم: سوهان (شیرینی)
- شهر همدان: کشمش، گردو، سفال، انگشت‌پیچ.
- یزد: قطاب متوسلیان، باقلوا متوسلیان، لوز متوسلیان
- بروجرد: حلوا ارده سویدا، کشمش، ارده خام
- کرمانشاه: نان برنجی، روغن حیوانی، کاک، نان شکری، نان خرمایی
- شهر سراب: عسل، لبنیات (کره)، فطیر
- الشتر: برساق
- تویسرکان: گردو
- بجنورد: آبنبات

سی سخت: عسل ، گردو، بادام، کشمش، مویز، الوبخار
- خوزستان: خرما،‌شیره خرما، ارده، صنایع دستی و حصیری،‌ادویه

## معانی دیگر
در ادبیات و عرفان به یادگاری‌های معنوِی و مکاشفات نیز ره‌آورد گفته‌اند.